# 青海刺参
青海刺参（学名：Morina kokonorica）为川续断科刺续断属下的一个种。

## 扩展阅读
維基物種上的相關：青海刺参